# Åsegård
Åsegård är en bebyggelse söder om Lysvik vid östra stranden av Övre Fryken i Lysviks socken i Sunne kommun. Mellan 2015 och 2020 avgränsade SCB här en småort.